# 世界サウナ選手権
世界サウナ選手権（せかいサウナせんしゅけん。World Sauna Championships または Sauna World Championships）は、サウナ風呂発祥の地、フィンランドのヘイノラで1999年から2010年まで開催されていた我慢大会。

## 概要
摂氏110度のサウナの中で、どれだけ我慢ができるか競う大会であった。
1999年から毎年8月に開催され、当初は地域的なお祭りであったが、徐々に世界各地から参加者が増加して国際色豊かな大会となった。後述の死亡事故以来大会は行われていない。

## 日本人出場者
- 2004年、テレビ番組『ザ!世界仰天ニュース』の企画で、笑福亭鶴瓶が参加[1]。

- 2007年、テレビ東京の番組『大和魂』の企画で、諸星和己が参加[2]。

## 死亡事故
2010年8月7日、男性の部決勝戦で、連覇がかかったフィンランド人とロシア人男性が倒れ、病院へ搬送後、ロシア人が死亡した。このニュースは、AFPやCNNで配信され、結果的に知名度を高めることとなった。